# Abdullah Gül
Abdullah Gül (Kayseri, Turquía; 29 de octubre de 1950) es un economista y político turco. Durante su trayectoria política ha ocupado diversos cargos, destacando, presidente de la República de Turquía, desde el 28 de agosto de 2007 hasta el 28 de agosto de 2014, sucedido por Recep Tayyip Erdoğan, y primer ministro de la República de Turquía entre 2002 y 2003. También ejerció el cargo de ministro de Relaciones Exteriores entre 2003 y 2007 en el gabinete de Recep Tayyip Erdoğan, hasta su elección como presidente.
Gül nació en Kayseri, estudió Economía en la Universidad de Estambul y escribió su tesis ahí. Parte de sus estudios tuvieron lugar en Londres y Exeter. Entre 1983 y 1992 trabajó en el Banco Islámico para el Desarrollo. En 1991, Gül fue elegido miembro del parlamento turco, por el islamista Partido del Bienestar. En 1995 fue reelegido y nombrado miembro del comité de relaciones internacionales del parlamento hasta 2001. En el 54.º gobierno turco, entre 1996 y 1997 ejerció el cargo de Ministro de Estado y Portavoz del Gobierno.
En 1999 fue reelegido miembro del parlamento turco pero esta vez por el partido islamista "Fazilet Partisi" (FP, "Partido de la Virtud"). 
En 2001 se retiró del Fazilet Partisi y se unió al Partido de la Justicia y el Desarrollo (AKP), fundado por Recep Tayyip Erdoğan.
El 18 de noviembre de 2002, al ganar el AKP las elecciones generales, fue elegido primer ministro durante un breve periodo de tiempo hasta el 14 de marzo de 2003, siendo sucedido por Recep Tayyip Erdoğan, con el que, tras su nombramiento, trabajó como Ministro de Relaciones Exteriores hasta 2007.
Cesó en dicho cargo, el 28 de agosto de 2007, cuando fue designado Presidente de Turquía. Fue sucedido el 28 de agosto de 2014, mediante las primeras elecciones presidenciales de Turquía, por el hasta entonces primer ministro, Recep Tayyip Erdoğan.